# Doggerland

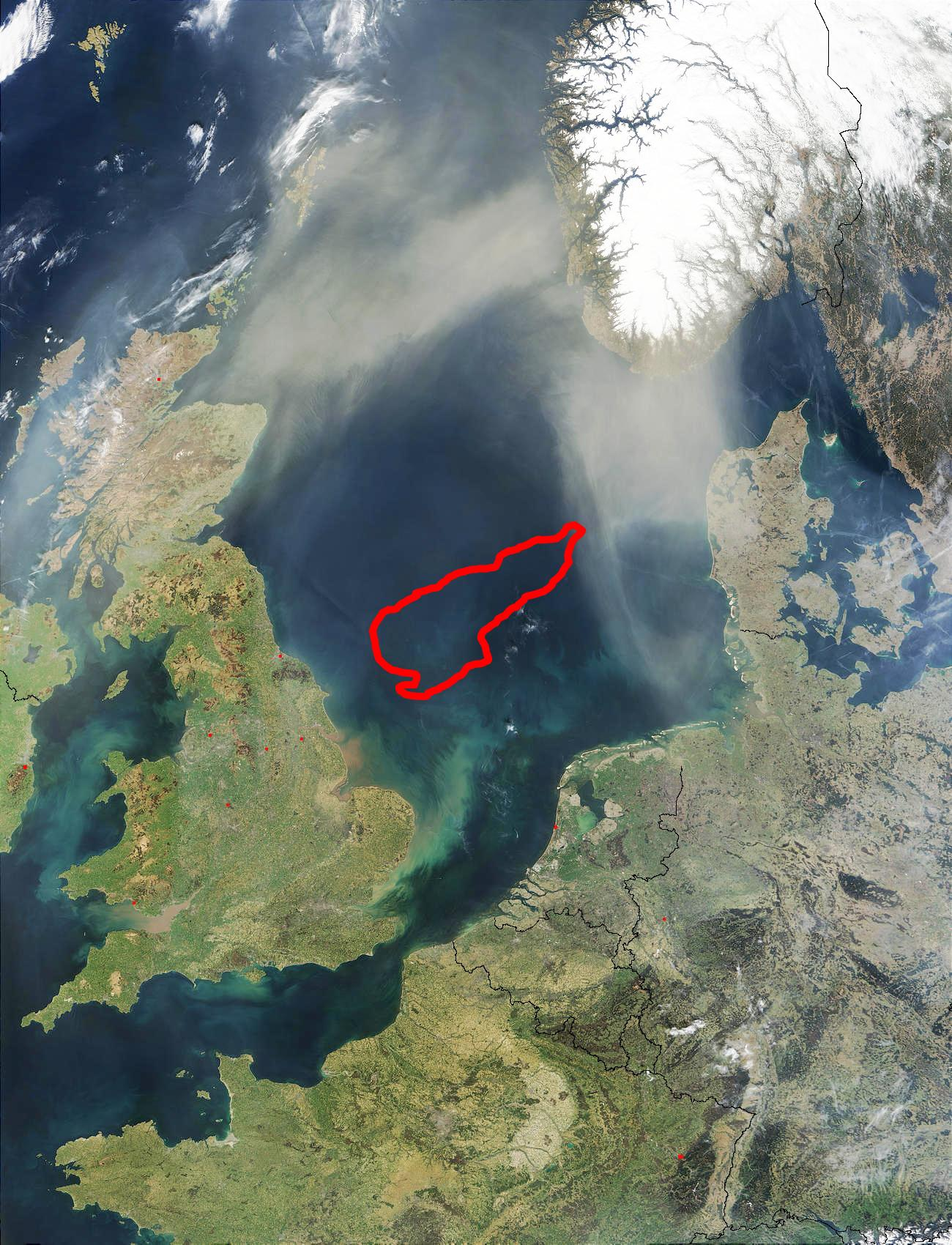
Satellitenaufnahme der Nordsee.
Rot umrandet die Doggerbank.

Doggerland bezeichnet eine Region im südlichen Teil des Nordseebeckens, die während der letzten Kaltzeit trocken lag und eine Landbrücke zwischen Großbritannien und Jütland bildete. Heute bedeckt das Meer diese Region. In der Mittelsteinzeit besiedelten  Jäger und Sammler das Land.

## Bezeichnung
Die Bezeichnung Doggerland leitet sich von der Doggerbank ab, einer ausgedehnten Untiefe in der Nordsee, rund 100 Kilometer von der britischen Ostküste und 125 bis 150 Kilometer von der dänischen Westküste entfernt. Bryony J. Coles machte 1998 den Namen für das von ihr archäologisch identifizierte versunkene Landgebiet bekannt.
Der Begriff war schon zuvor in Deutschland in Gebrauch, als nationalsozialistische Ideologen dort ohne archäologische und geologische Evidenz eine ideale Urheimat der Germanen lokalisieren wollten.

## Topographie

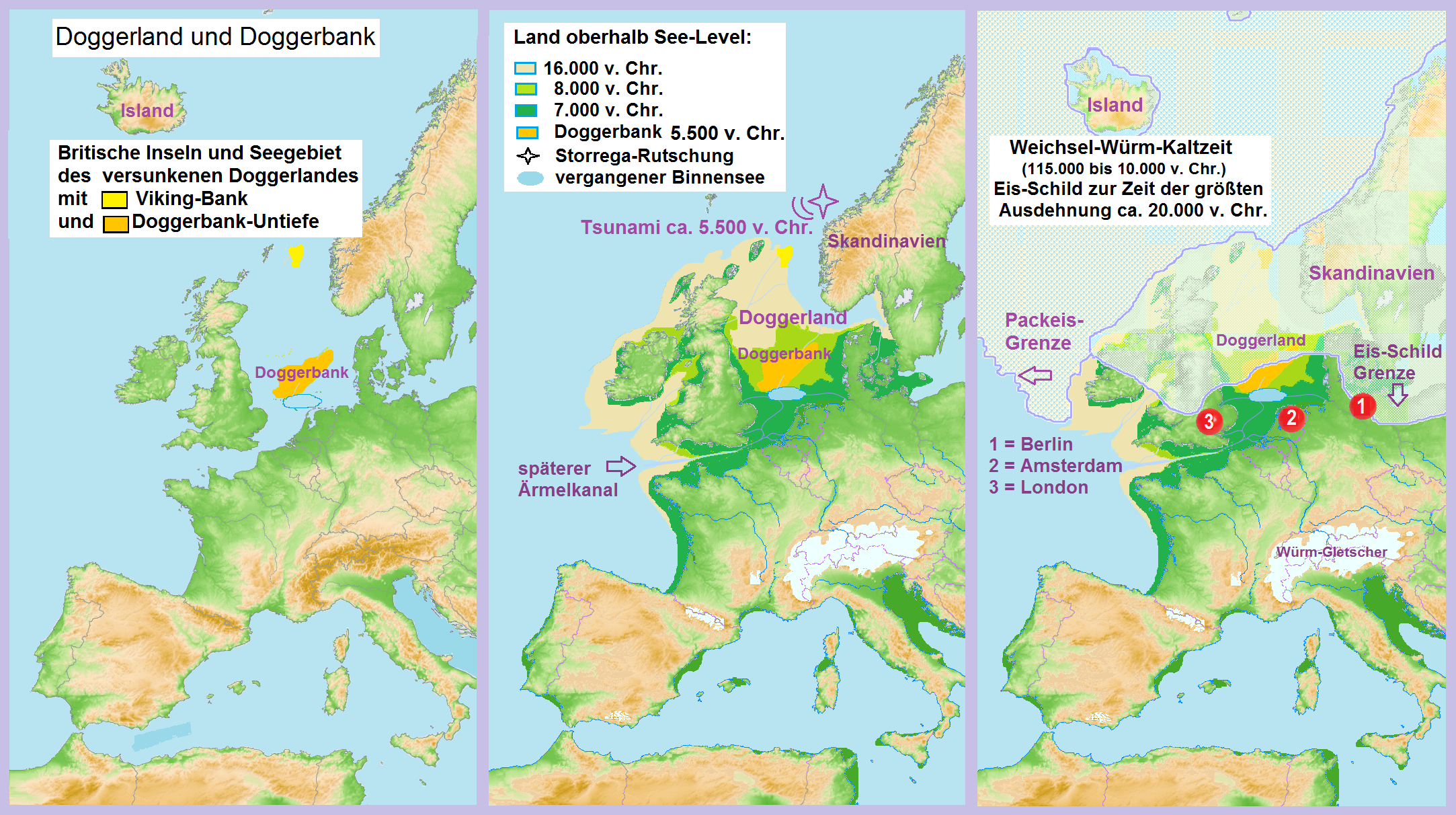
Vergleich der geographischen Situation im Jahr 2000 zur Periode der größten Ausdehnung des Eisschildes der Weichsel-Würm-Eiszeit.

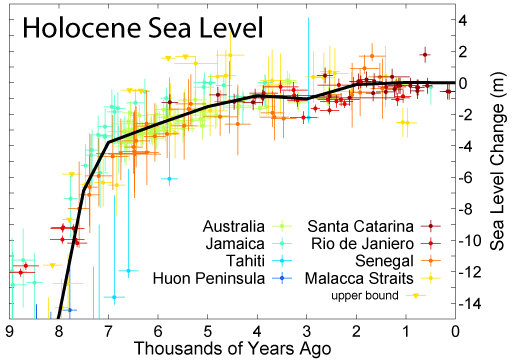
Meeresspiegel vor 8.000 Jahren bis heute

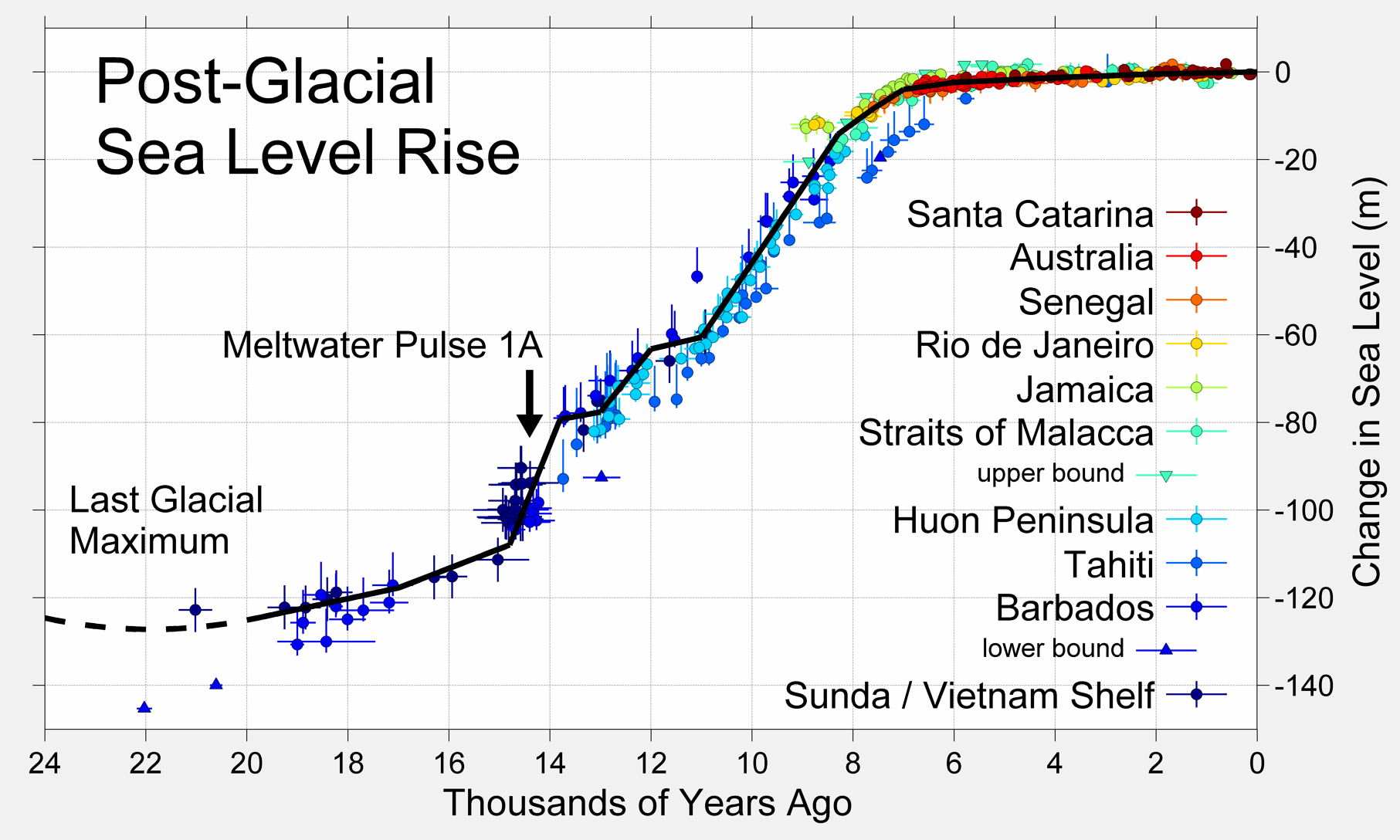
Meeresspiegel vor 20.000 Jahren bis heute

Das Doggerland hatte vor 10.000 Jahren (8.000 v. Chr.) ungefähr eine Fläche von 23.000 Quadratkilometern. Es lag im südlichen Nordseebecken und verband Kontinentaleuropa mit der heutigen Ostküste Englands. Während der letzten Kaltzeit war der südliche Teil der Nordsee – zwischen der Doggerbank und dem Ärmelkanal – ein Binnensee, in den die Flüsse Themse, Maas, Rhein und nordeuropäische Gletscher entwässerten. Der Ausfluss des Sees floss durch das Gebiet des damals trockenen Ärmelkanals in den Atlantik. Damit bildete er den größten Strom Europas.
Während der Weichsel-Kaltzeit (Beginn vor 115.000 Jahren, Ende vor 11.600 Jahren; Hochglazial zwischen 60.000 und 15.000 Jahren vor heute) waren enorme Wassermengen im Eis der Gletscher gebunden: Der Meeresspiegel lag bis zu 120 Meter tiefer, und die Küstenlinien Westeuropas verliefen vor etwa 12.000 Jahren rund 600 Kilometer nördlicher als heute (Regression). Weite Teile der heutigen Nordsee bildeten in der Mittelsteinzeit das Doggerland. Doggerland war während der Weichsel-Kaltzeit größtenteils nicht von den nördlichen Eisschilden, sondern von Tundren auf Permafrostböden bedeckt und durch Solifluktion bildete sich eine hügelige Landschaft. Am Ende der Weichsel-Kaltzeit lag der Meeresspiegel noch etwa 60 Meter unter dem heutigen Normalnull. Die Küste verlief nördlich von Doggerland. Die Britischen Inseln und das europäische Festland bildeten eine zusammenhängende Landmasse.
Heute hat die Nordsee eine durchschnittliche Tiefe von 94 Metern, die Doggerbank ist im Mittel 30 Meter tief. Ihre seichteste Stelle (gelegen etwa zwischen 54 und 55 Grad nördlicher Breite sowie zwischen 1 und 2 Grad östlicher Länge) misst sogar nur 13 Meter.

## Untergang
Als es zu Beginn des Holozäns wärmer wurde, stieg der Meeresspiegel in zwei Jahrtausenden (vor 10.000 Jahren bis vor 8.000 Jahren) um 35 Meter (von 60 Meter unter heutigem Normalnull auf 25 Meter unter Normalnull), pro Jahr also um fast zwei Zentimeter. Ausgelöst wurden diese Veränderungen durch den Zusammenbruch des nordamerikanischen Inlandeises, des damals ausgedehntesten Eisschildes auf der Nordhalbkugel. Dies trug zu Anfang des Mittelholozäns zu einem raschen Anstieg des Meeresspiegels um etwa 120 Meter (im Vergleich zum Tiefststand der Eiszeit) bei. Damit ging zum einen die Überflutung weiter Küstenräume einher, und letztlich bildeten sich die heutigen Küstenlinien aus (Flandrische Transgression, Dünkirchener Transgression). Zum anderen wurden einige Nebenbecken des Atlantiks überspült und so zu Nebenmeeren. Die rasch ansteigende Nordsee überflutete die Küsten Doggerlands, der höchstgelegene Teil wurde eine Insel.
Vor etwa 8200 Jahren überfluteten mindestens vier 8 bis 9 Meter hohe Tsunamis einen großen Teil der verbliebenen Doggerland-Insel im Storegga-Ereignis. Der Meeresspiegel stieg in der Folgezeit weniger schnell an. Das Wattenmeer entstand ungefähr im selben Zeitraum, und in der darauf folgenden Zeit wechselten Phasen stärkeren Wasseranstiegs (Transgression) mit Phasen der Wassersenkung (Regression).

## Forschungsgeschichte
Früher schon sorgten Berichte für Aufmerksamkeit, dass bei einer Springtide bis nah an die Küste Englands alte Baumstümpfe im Schlick der Ebbe zum Vorschein kamen. Sie wurden noch bis ins 20. Jahrhundert bei den Briten „Noahs Wälder“ genannt und gaben zu allerlei Spekulationen Anlass.
Seit die Nordsee systematisch mit Schleppnetzen befischt wurde, verfingen sich in ihnen  wiederholt Knochen von Landtieren. Der britische Paläobotaniker Clement Reid (1853–1916) begann Ende des 19. Jahrhunderts, die ungewöhnlichen Funde systematisch zu untersuchen. Er versuchte, die Küstenlinie und den Verlauf der Flüsse darzustellen.
Im September 1931 fanden Fischer in ihren Schleppnetzen ein großes Stück Torf, das eine 21,6 Zentimeter lange prähistorische Harpune aus Knochen mit kunstvollen Verzierungen preisgab, deren Entstehung nach C14-Datierung auf ca. 11.740 v. Chr. geschätzt wird.
1998 veröffentlichte Bryony J. Coles, Privatdozentin an der archäologischen Fakultät der Universität Exeter, die ersten Ergebnisse ihrer Forschungen und initiierte das Doggerland Project. Dieses fördert die weitere interdisziplinäre Erforschung des versunkenen Landteils: Schwerpunkte sind die Auswertung der geologischen Untersuchungen in der Nordsee und weiterer Daten und deren Interpretation im Hinblick auf die kulturgeschichtliche Entwicklung der nordeuropäischen Bevölkerung der späten Altsteinzeit bis in die Jungsteinzeit. Ein erstes Ergebnis ist ein Computermodell von Doggerland, der nächste Schritt ist die Vorbereitung einer gezielten archäologischen Untersuchung möglicher Wohnplätze.
Die Universität Birmingham bildete 2007 im Rahmen des Forschungsprojekts Mapping Doggerland von Vincent Gaffney und seinen Kollegen des Visual and Spatial Technology Centre (VISTA) eine flache Landmasse von rund 23.000 Quadratkilometern in einem Computermodell nach. Es umfasste ein weitverzweigtes Netz von Flussläufen, eine Vielzahl kleiner Seen und einen zentralen Süßwasser-Binnensee. Die Daten für das Projekt lieferte die norwegische Firma Petroleum Geo-Services ASA (PGS), deren Kerngeschäft die geophysikalische Untersuchung von Meeresböden ist. Unter den zahlreichen Flüssen markierte sich 10 m unter dem Schlick der Doggerbank der nach Fred Shotton (1906–1990) benannte Shotton River sowie der große Binnensee Outer Silver Pit, der später zu einem riesigen Deltasystem mehrerer Flüsse mutierte und sich noch heute als Tal auf dem Grund der Nordsee abzeichnet.
Im August 2011 erteilte die deutsche Bundesregierung einen Auftrag zur systematischen archäologischen Prospektion der Nordsee, auch außerhalb der 12-Seemeilen-Zone, an das Deutsche Schifffahrtsmuseum in Bremerhaven, da zahlreiche archäologische Fundplätze durch geplante Bauvorhaben bedroht sind.
Auf dem Sommertreffen der britischen Royal Society 2012 wurde ein Atlas von Doggerland präsentiert. Dieser dokumentiert laut C. Richard Bates, Geochemiker an der University of St. Andrews, dass das Land deutlich größer war als bisher angenommen.

## Das Doggerland als Lebensraum

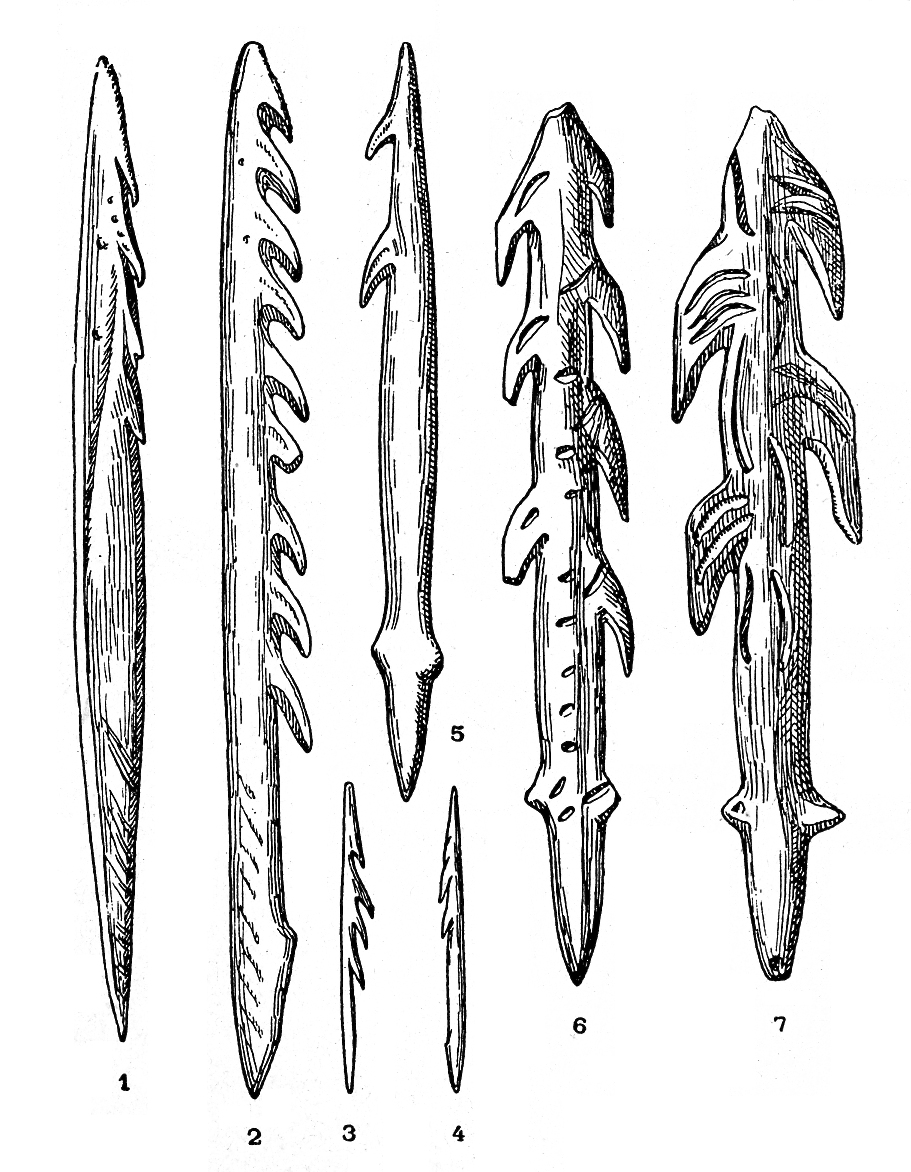
Harpunenformen aus der Steinzeit, hier aus dem Magdalénien, teilweise mit eingesetzten Mikrolithen (1: Mas d’Azil; 2: Bruniquel; 3, 4, 5: La Madeleine; 6, 7: Lortet)

Für die Menschen der Mittelsteinzeit bildete die Doggerbank eine gerade 90 Meter hohe, langgezogene Erhebung; das europäische Festland erholte sich noch weitgehend von den sich zurückziehenden Eispanzern, so dass die Landfläche für die menschliche Besiedlung im Mesolithikum bis vor 8000 Jahren optimale Bedingungen geboten haben könnte. Im wärmer werdenden Klima des Holozäns wich die Tundrenvegetation der Eiszeit zunehmend einer Bewaldung durch Birken und Kiefern. Die Tundra verlegte ihren Vegetationsgürtel nach Norden. Die bisherige Forschung lässt auf eine Landmasse schließen, die bis vor rund 8000 Jahren gemäß vereinzelten archäologischen Funden von mittelsteinzeitlichen Jägern und Sammlern bewohnt war.
Die taigaähnliche Landschaft bot in der Mittelsteinzeit optimale Lebensbedingungen für Tiere und Pflanzen, mit einem reichhaltigen Nahrungsangebot, insbesondere in und entlang den zahlreichen Flüssen und dem großen Binnensee. Hier fand wohl auch intensiver Fischfang statt. Die Menschen in Mitteleuropa lebten während des Mesolithikums weitgehend von der Jagd auf einzelne Beutetiere – anstatt auf Herden wie in der Altsteinzeit – sowie von pflanzlicher Nahrung. Das Wohnverhalten zeichnete sich wohl bereits durch reduzierte Mobilität bei zunehmender Konzentration von saisonalen Wohnplätzen an Gewässerküsten und entlang von Wasserläufen sowie durch komplexere und stärker hierarchisch gegliederte Sozialstrukturen aus.
Das Doggerland verschwand vor rund 7500 Jahren: Zunächst versalzten die Uferwiesen, wurden immer feuchter, bis sie ganz unter Wasser lagen und die mittelsteinzeitlichen Bewohner sich neue Lebensräume suchen mussten. Mit dem Rückzug der eiszeitlichen Gletscher stiegen die Meeresspiegel, das Land hob sich an, das bewohnbare Gebiet schrumpfte einerseits, andererseits gaben die Eisschilde neues Land frei.

## Rezeption
Der Film Ein Mammut-Unternehmen, der fünfte Teil der BBC-Dokumentation Die Erben der Saurier, ist teilweise auf der trocken liegenden Nordsee angesiedelt, ebenso die Folge Britain’s Drowned World der Archäologie-Dokumentation Time Team von Channel 4.
Stone Spring ist ein alternativ-geschichtlicher Roman aus dem Jahr 2010 von Stephen Baxter. Darin beschreibt er eine Kultur aus der Eiszeit, der es gelingt, durch einen Deich das Doggerland vor den Fluten zu bewahren.
2021 verfasste die Schriftstellerin Ulrike Draesner das Langgedicht doggerland.
2023 verfasste die deutsche Band Santiano das Lied Doggerland und veröffentlichte ein gleichnamiges Album.

## Dokumentationen
- Ancient Apocalypse: Doggerland – Versunken in der Nordsee . (Originaltitel Ancient Apocalypse – Dogger Land: The Lost Civilization Beneath the North Sea.) TV-Dokumentation in HD von Justin Rickett, GB 2021, Regie: Patrick Dickinson[31], deutsche Synchronfassung ZDF 2021.